# Галістео (Нью-Мексико)
Галістео (англ. Galisteo) — переписна місцевість (CDP) в США, в окрузі Санта-Фе штату Нью-Мексико. Населення — 253 особи (2010).

## Географія
Галістео розташоване за координатами 35°23′42″ пн. ш. 105°57′25″ зх. д. / 35.39500° пн. ш. 105.95694° зх. д. (35.395034, -105.956947).  За даними Бюро перепису населення США в 2010 році переписна місцевість мала площу 6,55 км², уся площа — суходіл.

## Демографія
Згідно з переписом 2010 року, у переписній місцевості мешкали 253 особи в 134 домогосподарствах у складі 66 родин. Густота населення становила 39 осіб/км².  Було 160 помешкань (24/км²).
Расовий склад населення:
| - 85,8 % — білих - 0,8 % — корінних американців - 0,8 % — азіатів - 0,4 % — вихідців з тихоокеанських островів - 0,4 % — чорних або афроамериканців - 8,7 % — осіб інших рас |

До двох чи більше рас належало 3,2 %. Частка іспаномовних становила 31,2 % від усіх жителів.
За віковим діапазоном населення розподілялося таким чином: 11,5 % — особи молодші 18 років, 60,4 % — особи у віці 18—64 років, 28,1 % — особи у віці 65 років та старші. Медіана віку мешканця становила 57,2 року. На 100 осіб жіночої статі у переписній місцевості припадало 74,5 чоловіків;  на 100 жінок у віці від 18 років та старших — 71,0 чоловіків також старших 18 років.
За межею бідності перебувало 5,2 % осіб, у тому числі 0,0 % дітей у віці до 18 років та 23,3 % осіб у віці 65 років та старших.
Цивільне працевлаштоване населення становило 93 особи. Основні галузі зайнятості: інформація — 29,0 %, фінанси, страхування та нерухомість — 23,7 %, освіта, охорона здоров'я та соціальна допомога — 20,4 %.